# Yoav Hofmayster
Yoav Hofmayster (hebräisch יואב הופמייסטר; * 25. Dezember 2000 in Hod haScharon) ist ein israelisch-deutscher Fußballspieler, der als defensiver Mittelfeldspieler agiert.

## Karriere

### Vereine
Hofmayster begann seine Karriere in den Jugendbereichen von Hapoel Hod haScharon und Maccabi Tel Aviv. Im Jahr 2019 wurde Yoav in die 1. Mannschaft von Maccabi Tel Aviv hochgezogen, jedoch direkt auf Leihbasis zu Beitar Tel Aviv Bat Yam verliehen. Am 11. November 2019 hatte er sein Debüt in der 2. israelischen Liga, der Liga Leumit in der Saison 2019/20, für Beitar Tel Aviv Bat Yam gegen Maccabi Ahi Nazareth, das mit einem 2:1-Sieg endete. Der Trainer während des Debüts war Raymond Atteveld.
Im Jahr 2020 kehrte er auf Leihbasis zu Hapoel Ironi HaScharon zurück und absolvierte dort 16 Einsätze. Am 1. August 2020 schloss sich Yoav dem LASK an. In der Saison 2020/21 wurde er erneut ausgeliehen, dieses Mal an Hapoel Ironi Kirjat Schmona und kam dort in 29 Spielen zum Einsatz.
Anschließend wechselte er auf Leihbasis zu Hapoel Tel Aviv für die Saison 2021/22, wo er insgesamt 12 Einsätze absolvierte. Im Jahr 2022 folgte eine weitere Leihstation für Yoav, und zwar bei Maccabi Petach Tikwa, für die er in 10 Spielen auflief.
Zur Saison 2022/23 verpflichtete ihn das Team Hapoel Ironi Kirjat Schmona, wo er bereits in der Saison 2020/21 auf Leihbasis auf sich aufmerksam gemacht hatte. In dieser Saison absolvierte er 27 Einsätze, während das Team den 13. Platz in der Liga belegte und somit in die Ligat ha’Al - Abstiegsrunde musste. Der Abstieg konnte nicht abgewendet werden.
Seit dem 25. Juli 2023 spielt er für Korona Kielce. Sein Debüt in der Ekstraklasa gab er im Alter von 22 Jahren am 20. August 2023 unter Trainer Kamil Kuzera. Dabei bestritt er sein erstes Spiel für Korona Kielce gegen Legia Warschau, das jedoch mit einer 0:1-Niederlage endete.

### Nationalmannschaft
Hofmayster hat für die israelische U19- und U21-Nationalmannschaft gespielt. Sein Debüt für die U19-Nationalmannschaft gab er am 7. August 2018. Später wechselte er zur U21-Nationalmannschaft, für die er zehn Länderspiele bestritt.